# Miliusa balansae
Miliusa balansae är en kirimojaväxtart som beskrevs av Achille Eugène Finet och François Gagnepain. Miliusa balansae ingår i släktet Miliusa och familjen kirimojaväxter.

## Underarter
Arten delas in i följande underarter:
- M. b. elongatoides
- M. b. verrucosa